# Mudahanga (periodiskt vattendrag)
Mudahanga är ett periodiskt vattendrag i Burundi.   Det ligger i provinsen Muyinga, i den centrala delen av landet, 110 kilometer öster om huvudstaden Bujumbura.
Omgivningarna runt Mudahanga är en mosaik av jordbruksmark och naturlig växtlighet. Runt Mudahanga är det ganska tätbefolkat, med 179 invånare per kvadratkilometer.